# فرانچسکو بارتولومئو راسترلی
 فرانچسکو بارتولومئو راسترلی (انگلیسی: Francesco Bartolomeo Rastrelli؛ ۱۷۰۰ – ۲۹ آوریل ۱۷۷۱) یک معمار اهل روسیه بود.